# David Hilbert
David Hilbert (23 tháng 1 năm 1862, Wehlau, Đông Phổ – 14 tháng 2 năm 1943, Göttingen, Đức) là một nhà toán học người Đức, được công nhận như là một trong những nhà toán học có ảnh hưởng rộng lớn nhất của thế kỉ 19 đầu thế kỉ 20. Ông thiết lập tên tuổi như là một nhà toán học và nhà khoa học vĩ đại bằng cách phát minh hay phát triển một loạt các ý tưởng khác nhau, chẳng hạn như là lý thuyết bất biến, tiên đề hóa hình học, và khái niệm không gian Hilbert, một trong những nền tảng của giải tích hàm. Hilbert và các học sinh của ông đã xây dựng đủ hạ tầng cơ sở toán học cần thiết cho cơ học lượng tử và thuyết tương đối rộng. Ông là một trong những sáng lập viên của lý thuyết chứng minh, logic toán học và sự phân biệt giữa toán học và meta-toán học. Ông sử dụng và bảo vệ lý thuyết tập hợp của Cantor và các số siêu hạn (transfinite number). Một ví dụ nổi tiếng về vai trò lãnh đạo thế giới toán học là bài phát biểu năm 1900 về danh sách các bài toán quyết định hướng đi của nghiên cứu toán học trong thế kỉ thứ 20.

## Cuộc đời
Hilbert được sinh ra ở Wehlau, gần Königsberg, Đông Prussia (ngày nay là Znamensk, gần Kaliningrad, Nga). Ông tốt nghiệp lyceum (phổ thông trung học) ở thành phố quê nhà và đăng ký vào Đại học Königsberg. Ông nhận bằng tiến sĩ năm 1885, với một luận văn, viết dưới sự hướng dẫn của Ferdinand von Lindemann, với tựa đề Über invariante Eigenschaften specieller binärer Formen, insbesondere der Kugelfunctionen ("Về các tính chất bất biến của các dạng nhị phân đặc biệt, đặc biệt là các hàm vòng"). Hermann Minkowski cũng là thí sinh tiến sĩ cùng một trường đại học vào thời gian đó, và ông và Hilbert trở thành bạn thân, và cả hai đã ảnh hưởng lẫn nhau ở nhiều thời điểm khác nhau trong sự nghiệp khoa học của họ.
Hilbert ở lại Đại học Königsberg như là một giáo sư từ 1886 đến năm 1895, khi, là kết quả của sự can thiệp của Felix Klein ông đạt được vị trí Trưởng khoa Toán tại Đại học Göttingen, vào thời gian đó là trung tâm nghiên cứu toán học tốt nhất thế giới và ông ở lại đó cho đến cuối đời.
Trong số 69 nghiên cứu sinh của ông ở Göttingen, nhiều người sau này trở thành các nhà toán học nổi tiếng (ngày hoàn thành luận án) như: Otto Blumenthal (1898), Felix Bernstein (1901), Hermann Weyl (1908), Richard Courant (1910), Erich Hecke (1910), Hugo Steinhaus (1911), và Wilhelm Ackermann (1925). Trong khoảng 1902 và 1939 Hilbert là biên tập tạp chí toán học hàng đầu lúc đó là Mathematische Annalen.
Hilbert chứng kiến chủ nghĩa phát xít thanh trừng nhiều thành viên quan trọng trong khoa của ông tại Đại học Göttingen năm 1933. Những người bị cáo buộc bao gồm Hermann Weyl, Emmy Noether và Edmund Landau. Một trong những người đã phải rời khỏi nước Đức, Paul Bernays, đã hợp tác với Hilbert trong logic toán học, và là đồng tác giả với ông cuốn sách quan trọng Grundlagen der Mathematik (mà cuối cùng xuất hiện trong hai tập xuất bản năm 1934 và 1939). Đây là một phần tiếp theo của cuốn sách Nguyên tắc toán học logic Hilbert-Ackermann từ năm 1928.

## Định lý hữu hạn
Công trình đầu tiên của Hilbert về các hàm bất biến đã dẫn đến những kết quả
trong năm 1888 về định lý hữu hạn nổi tiếng của ông. Hai mươi năm trước đó, Paul Gordan đã chứng minh định lý về sự hữu hạn của các phần tử phát sinh cho các dạng nhị phân sử dụng một tiếp cận tính toán phức tạp. Những cố gắng tổng quát hóa phương pháp của ông cho hàm số có trên hai biến thất bại vì những khó khăn trong các tính toán liên quan. Hilbert nhận ra rằng cần phải đi theo một hướng hoàn toàn khác. Kết quả, ông chứng minh được định lý cơ sở Hilbert: cho thấy sự tồn tại của một tập hợp hữu hạn các phần tử phát sinh, cho những bất biến của những dạng quantic với số lượng biến bất kì, nhưng một dưới dạng trừu tượng. Nghĩa là, trong khi chứng minh sự tồn tại của một tập hợp như vậy, ông không sử dụng thuật toán mà chỉ đưa ra một định lý về sự tồn tại.
Hilbert gửi kết quả của mình cho tạp chí Mathematische Annalen. Gordan, chuyên gia của lý thuyết về các bất biến của tạp chí Mathematische Annalen, đã không đánh giá cao bản chất có tính cách mạng của định lý của Hilbert và từ chối bài báo, phê phán về cách trình bày là không đủ chi tiết. Lời phê của ông là:
Đây là Thần học, không phải Toán học!
Klein, mặt khác, nhận ra sự quan trọng của kết quả này, và bảo đảm rằng bài báo sẽ được xuất bản mà không bị thay đổi gì cả. Được khuyến khích bởi Klein và những lời phê của Gordan, Hilbert trong bài báo thứ hai mở rộng phương pháp của ông, đưa ra những đánh giá về bậc cao nhất của tập nhỏ nhất của các phần tử phát sinh, và ông gửi một lần nữa cho tạp chí Annalen. Sau khi đọc xong bản thảo, Klein trả lời thư, rằng:
Không nghi ngờ gì đây là một trong những công trình quan trọng nhất về đại số nói chung mà tạp chí Annalen đã từng xuất bản.
Sau này, sau khi sự hữu dụng của phương pháp của Hilbert được công nhận rộng rãi, chính Gordan đã nói rằng:
Tôi phải thừa nhận là ngay cả thần học cũng có giá trị của nó.

## Tiên đề hóa hình học
(Axiomatization of geometry)
Cuốn sách Grundlagen der Geometrie (tr.: Nền tảng của Hình học) xuất bản bởi Hilbert vào năm 1899 đưa ra một tập hợp chuẩn, bao gồm 21 tiên đề, thay cho các tiên đề Euclid truyền thống. Chúng tránh đi những điểm yếu đã được chỉ ra trong các tiên đề Euclid, mà các tác phẩm của ông lúc đó vẫn được xem như sách giáo khoa. Độc lập và cùng thời gian, một học sinh Mỹ 19 tuổi tên là Robert Lee Moore cũng xuất bản một tập các tiên đề tương tự. Một số các tiên đề trùng hợp nhau, trong khi một số tiên đề trong hệ thống của Moore là các định lý trong hệ thống tiên đề của Hilbert và ngược lại.
Cách tiếp cận của Hilbert đánh dấu sự chuyển đổi sang hệ thống phương pháp tiên đề hiện đại. Các tiên đề không được xem như là các sự thật hiển nhiên. Hình học có thể xử lý các đối tượng, về những thứ mà chúng ta có trực giác mạnh, nhưng không cần phải gán cho một nghĩa rõ ràng về những khái niệm chưa được định nghĩa. Những phần tử, chẳng hạn như điểm, đường thẳng, mặt phẳng, và những thứ khác, có thể được thay thế, như Hilbert nói, bởi bàn, ghế, các ly bia và các đối tượng khác. Chính là những quan hệ được định nghĩa giữa chúng mà chúng ta bàn luận.
Hilbert đầu tiên liệt kê các khái niệm chưa định nghĩa: điểm, đường thẳng, mặt phẳng, nằm trên (một quan hệ giữa các điểm và các mặt phẳng),sự nằm giữa, sự đồng dạng giữa các cặp điểm, và sự đồng dạng giữa các góc. Những tiên đề này thống nhất cả hình học phẳng và hình học không gian của Euclid trong một hệ thống duy nhất.

## 23 bài toán
Ông đưa ra một danh sách có ảnh hưởng lớn nhất của 23 bài toán chưa giải được tại Đại hội Toán học thế giới ở Paris vào năm 1900. Danh sách này được nhìn nhận là một trong những tổng kết thành công và sâu sắc nhất của các bài toán chưa có lời giải tạo ra bởi chỉ cá nhân một nhà toán học.
Sau khi tái thiết lập các nền tảng của hình học cổ điển, Hilbert có thể làm tương tự cho phần còn lại của toán học. Tuy nhiên cách tiếp cận của ông khác với nhà 'nền tảng học' Russell-Whitehead hay nhà 'từ điển học' Nicolas Bourbaki sau này, và khác với người đương thời Giuseppe Peano. Cộng đồng toán học nói chung có thể thêm vào danh sách các bài toán, mà ông cho là những khía cạnh quan trọng trong các ngành toán quan trọng.
Những bài toán này được đưa ra tại hội thảo "Những bài toán trong Toán học" trình bày trong suốt Hội nghị toán học Quốc tế lần thứ 2 tổ chức tại Paris. Đây là phần giới thiệu của bài phát biểu mà Hilbert đã đọc:
Ai trong chúng ta mà không cảm thấy vui sướng khi vén lên bức màn mà tương lai ẩn đằng sau đó; nhìn thẳng vào những phát triển sắp xảy đến của khoa học và những bí ẩn của sự phát triển trong những thế kỉ kế tiếp? Mục đích cuối cùng mà tinh thần của các nhà toán học tương lai hướng tới sẽ là gì? Những phương pháp mới nào, những sự kiện mới nào mà thế kỉ mới sẽ tiết lộ trong lĩnh vực bao la và phì nhiêu của các ý tưởng toán học?
Ông trình bày ít hơn phân nửa tổng số bài toán tại Đại hội, được xuất bản trong các báo cáo của Đại hội. Trong các bài báo kế tiếp, ông mở rộng danh sách, và dừng lại ở hình thức bây giờ là dạng chính tắc của 23 Bài toán của Hilbert. Toàn văn danh sách là quan trọng, bởi vì sự diễn giải của các bài toán vẫn là một vấn đề không tránh khỏi sự tranh cãi, khi được hỏi là bao nhiêu bài toán đã được giải.
Một số bài đã được giải trong một thời gian ngắn. Một số khác đã được thảo luận suốt trong thế kỉ 20, với một số bây giờ xem như là không thích hợp vì là bài toán mở. Một số tiếp tục vẫn là thách thức cho đến hôm nay cho các nhà toán học.

## Hình thức hóa
Trở thành quy chuẩn vào giữa thế kỉ, danh sách các bài toán của Hilbert cũng là một dạng tuyên ngôn, mở ra con đường cho sự phát triển của trường phái hình thức hóa, một trong ba trường phái lớn của toán học trong thế kỉ 20. Theo những người thuộc trường phái hình thức hóa, toán học là một trò chơi với các ký hiệu bị làm mất đi ý nghĩa riêng theo những quy luật mang tính hình thức được đồng ý trước. Do vậy nó là một hoạt động độc lập của suy nghĩ. Tuy vậy vẫn có nhiều người nghi ngờ về quan điểm của chính Hilbert liệu là chỉ đơn giản như vậy theo những người theo chủ nghĩa hình thức.

### Chương trình của Hilbert
Vào năm 1920 ông đề nghị một dự án nghiên cứu rõ ràng (về metamathematics, như là nó được gọi) mà sau đó được biết đến như là chương trình Hilbert. Ông muốn toán học phải được hệ thống hóa trên một nền tảng logic vững chắc và đầy đủ. Ông tin rằng về nguyên tắc điều này có thể làm được, bằng cách chứng minh rằng:
1. tất cả toán học có thể suy ra từ một hệ thống hữu hạn các tiên đề được chọn ra một cách đúng đắn; và
2. rằng một hệ thống tiên đề như vậy là có thể chứng minh được tính nhất quán của nó.

Ông dường như là có cả những lý do kỹ thuật và triết học trong việc hình thức hóa đề nghị này. Nó khẳng định 
về sự không thích của ông đối với thứ được biết là ignorabimus, vẫn là một vấn đề tồn tại trong suy nghĩ của người Đức trong thời đó, và suy ngược về nguồn gốc từ Emil du Bois-Reymond.
Chương trình này vẫn được công nhận là nổi tiếng nhất về triết học của toán học, nơi mà nó thường được gọi là hình thức hóa. Ví dụ, nhóm Bourbaki lựa cách đi theo kiểu trên-xuống đủ cho những yêu cầu cho dự án đôi của họ (a) một bộ bách khoa toàn thư có tính nền tảng và (b) giúp cho phương pháp tiên đề như là một công cụ nghiên cứu. Cách tiếp cận này đã thành công và có ảnh hưởng liên quan đến các công trình của Hilbert trong đại số và giải tích hàm, nhưng thất bại trong cách tiếp cận tương tự với vật lý và logic của ông.

### Công trình của Gödel
Hilbert và các nhà toán học tài năng làm việc cùng nhóm với ông đã dành hết tâm huyết cho dự án này. Cố gắng của ông để ủng hộ nền toán học được xây trên các tiên đề và các nguyên lý xác định trước, làm loại bỏ những bất định trong lý thuyết, tuy nhiên đã thất bại.
Gödel đã chứng minh rằng bất kì một hệ thống hình thức không chứa đựng mâu thuẫn nào,
đủ phức tạp để chứa đụng ít nhất là số học, không thể chứng minh sự toàn vẹn của nó bằng các tiên đề của chính nó. Vào năm 1931 định lý bất toàn của Gödel đã cho thấy rằng chương trình vĩ đại của Hilbert là không thể như đã phát biểu. Điểm thứ hai không thể kết nối một cách hợp lý với điểm thứ nhất, miễn là hệ thống tiên đề thực sự là hữu hạn.
Dù sao đi nữa, định lý bất toàn không nói lên gì cả về việc biểu diễn sự toàn vẹn của toán học bằng một hệ thống hình thức hóa khác. Những thành tựu sau đó của lý thuyết chứng minh ít nhất là làm rõ thêm sự nhất quán khi nó liên hệ đến các lý thuyết nằm trong tầm quan tâm chung của các nhà toán học. Công trình của Hilbert đã khởi đầu cho logic trên hướng đi làm rõ này; sự cần thiết hiểu rõ công trình của Gödel sau này dẫn đến sự phát triển của lý thuyết đệ quy và sau đó là logic toán học như là một ngành độc lập trong thập kỉ 1930-1940. Cơ sở cho lý thuyết khoa học máy tính sau này, trong các công trình của Alonzo Church và Alan Turing cũng phát triển trục tiếp từ 'tranh luận' này.

## Trường phái Göttingen
Trong các học trò của Hilbert, có Hermann Weyl, kiện tướng cờ vua Emanuel Lasker và Ernst Zermelo. John von Neumann là trợ lý của ông. Tại Đại học Göttingen, ông được bao quanh bởi một nhóm các nhà toán học quan trọng của thế kỉ 20, chẳng hạn như Emmy Noether và Alonzo Church.

## Giải tích hàm
Vào khoảng 1909, Hilbert dành thời gian nghiên cứu phương trình vi phân và phương trình tích phân; các công trình của ông có những ảnh hưởng trực tiếp đến giải tích hàm hiện đại. Để tiến hành các nghiên cứu này, Hilbert giới thiệu khái niệm không gian Euclid vô hạn chiều, sau này gọi là không gian Hilbert. Các công trình của ông trong phần này của giải tích đã cung cấp những đóng góp quan trọng cho toán dùng trong vật lý cho hai mươi năm sau đó, mặc dù theo một hướng không dụ đoán trước. Sau này, Stefan Banach mở rộng khái niệm này, định nghĩa không gian Banach. Không gian Hilbert là một ý tưởng quan trọng trong lĩnh vực giải tích hàm phát triển xung quanh đó trong suốt thế kỉ 20.

## Vật lý
Cho đến 1912, Hilbert hầu như là một nhà toán học thuần túy. Khi chuẩn bị ghé thăm từ Bonn, nơi đang đắm chìm trong nghiên cứu vật lý, nhà toán học bạn ông là Hermann Minkowski đùa rằng ông phải khử trùng 10 ngày trước khi có khả năng ghé thăm Hilbert. Thực ra, Minkowski dường như có trách nhiệm trong hầu hết các nghiên cứu về vật lý của Hilbert trước năm 1912, kể cả buổi hội thảo hợp tác giữa hai ông trong năm 1905.
Vào năm 1912, ba năm sau khi bạn qua đời, ông quay sang tập trung nghiên cứu môn này gần như là hầu hết thời gian. Ông bố trí để có một người đến giảng riêng về vật lý cho ông. Ông bắt đầu nghiên cứu Lý thuyết khí động và chuyến sang lý thuyết bức xạ và lý thuyết phân tử của vật chất. Ngay cả sau khi chiến tranh nổ ra vào năm 1914, ông tiếp tục các hội thảo và các lớp học nơi mà các công trình của Einstein và những người khác được theo dõi một cách cặn kẽ.
Hilbert mời Einstein đến Đại học Göttingen để giảng trong một tuần trong tháng 6 và 7 năm 1915 về lý thuyết tương đối và lý thuyết về trọng lực mà ông đang phát triển. Sự trao đổi các ý tưởng đã dẫn đến dạng cuối cùng của những phương trình về trường của thuyết tương đối, đó là phương trình trường Einstein và tác động Einstein-Hilbert. Mặc cho sự kiện là Einstein và Hilbert không bao giờ tranh nhau giữa công chúng, có một vài bàn cãi về sự khám phá các phương trình trường.
Thêm vào đó, các công trình của Hilbert dự đoán và giúp cho một số tiến triển trong toán học hóa cơ học lượng tử. Công trình của ông là một khía cạnh quan trọng của các công trình của Hermann Weyl và John von Neumann về sự tương đương toán học của cơ học ma trận của Werner Heisenberg và phương trình sóng của Erwin Schrödinger và khái niệm không gian Hilbert đóng một vai trò quan trọng trong lý thuyết lượng tử. Vào năm 1926 von Neuman chứng minh rằng nếu các trạng thái của nguyên tử được hiểu như là các vectơ trong không gian Hilbert, thì chúng sẽ tương ứng với cả lý thuyết phương trình sóng của Schrodinger và ma trận của Heisenberg.
Suốt cả quá trình đắm chìm trong vật lý, ông đã đặt sự chặt chẽ vào toán học trong vật lý. Trong khi phụ thuộc nhiều vào toán cao cấp, các nhà vật lý thường là không chính xác khi sử dụng chúng. Đối với một nhà toán học thuần túy như Hilbert, điều này ảnh hưởng đến sự trình bày và làm cho lý thuyết khó hiểu. Khi ông bắt đầu hiểu ra vật lý và các nhà vật lý sử dụng toán như thế nào, ông phát triển một lý thuyết toán chặt chẽ cho những gì mà ông khám phá ra, quan trọng nhất là trong ngành phương trình tích phân. Khi đồng nghiệp của ông là Richard Courant viết cuốn sách kinh điển Các phương pháp Toán Vật lý gồm luôn một số ý tưởng của Hilbert, ông thêm tên Hilbert vào như là đồng tác giả mặc dù Hilbert không đóng góp trực tiếp vào quá trình viết sách. Hilbert nói "Vật lý là quá khó cho các nhà vật lý", ngụ ý rằng các toán học cần thiết là vượt quá khả năng của họ; cuốn sách của Courant-Hilbert làm nó dễ dàng hơn cho họ.

## Số học
Hilbert thống nhất ngành số học đại số (algebraic number theory) với tác phẩm năm 1897 Zahlbericht (dịch sát là "báo cáo về các con số"). Ông bác bỏ bài toán Waring theo nghĩa rộng. Ông sau đó xuất bản thêm một số kết quả; nhưng sự vượt lên của dạng modular Hilbert (Hilbert modular form) trong luận văn của một học sinh làm tên ông liên quan xa hơn trong một lãnh vục lớn.
Ông có một loạt các phỏng đoán về lý thuyết lớp và trường (class field theory). Những khái niệm này có nhiều ảnh hưởng lớn, và đóng góp của ông được thấy trong các tên Hilbert class field và ký hiệu Hilbert của lý thuyết class field địa phương. Các kết quả về chúng được chứng minh hầu hết cho đến hết năm 1930, sau khi các công trình xuyên phá của Teiji Takagi thiết lập tên tuổi ông như một trong những nhà toán học Nhật có tầm cỡ thế giới đầu tiên.
Hilbert không làm việc với các ngành trung tâm của giải tích số học (analytic number theory), nhưng tên của ông được biết đến qua phỏng đoán Hilbert-Pólya, vì những lý do mà không ai biết rõ.

## Các đóng góp khác
Nghịch lý về Grand Hotel của Hilbert, một suy nghĩa về những tính chất kỳ lạ của các khái niệm vô hạn, thường được nói đến trong dân gian về những số đếm (cardinal number) vô hạn.

## Những năm sau này
Hilbert sống cho đến ngày nhìn thấy quân phát xít Đức loại trừ nhiều giáo sư nổi tiếng tại Đại học Göttingen, vào năm 1933. . Trong số những người bi buộc thôi việc có Hermann Weyl, người nắm chức vụ của Hilbert khi ông về hưu vào năm 1930, Emmy Noether và Edmund Landau. Một trong những người phải rời Đức là Paul Bernays, cộng sự của Hilbert trong logic toán học, và là đồng tác giả trong cuốn sách quan trọng Grundlagen der Mathematik (cuối cùng xuất hiện dưới hai tập, vào năm 1934 và 1939). Đây là phần kế tiếp theo của cuốn Những nguyên lý của lý thuyết logic bởi Hilbert-Ackermann từ năm 1928.
Khoảng một năm sau, ông tham dự một bữa chiêu đãi, và được đặt ngồi cạnh Bộ trưởng Giáo dục mới, Bernhard Rust. Rust hỏi rằng, "Toán học ở Göttingen bây giờ ra sao sau khi đã được giải phóng khỏi sự ảnh hưởng của Do Thái?" Hilbert trả lời, "Toán học ở Göttingen? Thực ra chẳng còn gì ở đó nữa".
Cho đến khi Hilbert mất vào năm 1943, phát xít Đức đã gần như tổ chức lại trường đại học, nhiều giáo sư trước đây hoặc là Do Thái hoặc lập gia đình với Do Thái. Đám tang của Hilbert được tham dự với dưới mười hai người, chỉ có hai người là giáo sư đại học.
Trên bia mộ, tại Göttingen, người ta có thể đọc dòng chữ ông để lại:
Wir müssen wissen, wir werden wissen - Chúng ta phải biết, chúng ta sẽ biết.
Trớ trêu thay, ngay ngày trước khi Hilbert thốt lên câu đó, Kurt Gödel đã trình bày luận án của mình, 
chứa đựng định lý bất toàn nổi tiếng: có những thứ chúng ta biết là sự thật, nhưng chúng ta không thể chứng minh được.